# Friedeburgpark
Der Friedeburgpark im niedersächsischen Nordenham-Atens, Oldenburger Straße 2 und 26, im Landkreis Wesermarsch stammt aus dem  19. und 20. Jahrhundert. Aktuell (2023) wird er als Park und Stadthalle mit der einzigen Großbühne in der Wesermarsch genutzt.
Die Gebäude und die Anlage stehen unter Denkmalschutz (siehe auch Liste der Baudenkmale in Nordenham).

## Geschichte
1404 bauten die Bremer nahe dem Dorf Atens eine Befestigungsanlage, die Vredeborch (Friedeburg). Die Gaststätte Friedeburg des Stadtgründers Wilhelm Müller soll hier gestanden haben; sie wurde 1956/57 abgerissen. 1853 wurde das Atenser Waagehaus auf dem Areal vor der Friedeburg abgerissen. Vor dem Bürgerpark baute Müller einen Reitplatz.
1905/06 wurde der Friedeburgpark durch den Gärtner Otto Hummitzsch angelegt. 1905/07 erfolgte der Umbau der alten Friedeburg zu einem Gasthaus mit großem Saal (Abriss 1957). 1957/58 entstand der Neubau als Hotel auf dem Bürgerparkgelände mit dem Friedepark-Parkplatz (Umbau 1990/91).
Die Anlage besteht aus:
- dem Park,[2]
- dem Burgsaal für bis zu 100 Personen und dem 447 m² großen Wilhelm-Müller-Saal in der Stadthalle Friedeburg mit 380 bis zu 512 Plätzen (einschließlich Balkon) sowie mit 10 Meter breiter Bühne, Ausschank im Foyer,[3]
- dem ein- und zweigeschossigen verklinkerten Hotel von 1958,[4]
- dem eineinhalbgeschossigen traufständigen Wohnhaus von um 1880 mit Satteldach, geschossteilendem Gesimsband, den gerahmten oberen Rundfenstern und den rundbogigen Fenstern sowie mit dem zweigeschossigen, turmartigen Vorbau, dem reichen Stuckdekor sowie der Veranda am Westgiebel,[5]
- der zurückgesetzten verputzten eingeschossigen Remise mit Satteldach und kleinem Anbau sowie[6]
- dem zweigeschossigen verklinkerten Speicher mit Satteldach an der Atenser Allee 1d als 1982 umgesetzter Phiesewarder Spieker von wahrscheinlich 1716.[7][8]

Das Landesdenkmalamt befand zur Bedeutung: „… geschichtlich, städtebaulich …“